# Liste der denkmalgeschützten Objekte in Semněvice
Grundlage dieser Liste der denkmalgeschützten Objekte in Semněvice ist die ÚSKP-Liste (Ústřední seznam kulturních památek České republiky, deutsch Zentrale Liste der Kulturdenkmäler der Tschechischen Republik), die von der tschechischen Denkmalschutzbehörde NPÚ (Národní památkový ústav, deutsch Nationale Denkmalbehörde) seit 1987 geführt wird und an die seit dem Jahr 1850 geschaffenen Listen anschließt.

## Denkmalgeschützte Objekte nach Ortsteilen

### Semněvice
| Lage                                        | Objekt           | Beschreibung | ÚSKP-Nr.                  | Bild           |
| ------------------------------------------- | ---------------- | ------------ | ------------------------- | -------------- |
| Semněvice 4, neben der Kirche (Standort)    | Pfarrhaus        |              | 20136/4-2200 Info Katalog | weitere Bilder |
| Semněvice 12, auf dem Dorfplatz (Standort)  | Bauernhaus       |              | 36325/4-2201 Info Katalog | Bauernhaus     |
| Semněvice, südlich der Ortsmitte (Standort) | Kirche St. Georg |              | 36664/4-2199 Info Katalog | weitere Bilder |